# Vent géostrophique
Pour les articles homonymes, voir Vent (homonymie).
Le vent géostrophique se définit comme le vent qui résulterait de l'équilibre géostrophique entre la force de Coriolis et la force du gradient de pression atmosphérique agissant sur une parcelle d'air.  Ce vent soufflerait parallèlement aux isobares dans l'atmosphère.  La plus grande partie de l'écoulement atmosphérique, au-dessus de la couche limite en dehors des tropiques, est proche de l'équilibre géostrophique, ce qui en fait une approximation communément utilisée en météorologie. Toutefois, cet équilibre est rarement exact, en raison d'autres forces qui agissent sur le vent comme la friction (près du sol) ou la force centrifuge dans un écoulement courbé.

## Équilibre géostrophique

Diagramme qui montre comment les vents sont déviés pour donner une circulation anti-horaire dans l'hémisphère nord autour d'une dépression. La force de gradient de pression est en bleu, celle de Coriolis en rouge et le déplacement en noir.

Supposons que le mouvement de l'air dans l'atmosphère est complètement arrêté par rapport à la surface de la planète, et que le système évolue par la suite à partir de cet état. La force du gradient de pression pousse l'air à se mouvoir des régions de haute pression vers les régions de basse pression. Toutefois, dès que le mouvement s'amorce, la force de Coriolis le fait dévier, vers la droite dans l'hémisphère nord, et vers la gauche dans l'hémisphère sud.  Plus la vitesse de l'air augmente, plus la force de Coriolis augmente en proportion, accentuant la déviation. Finalement, la force de Coriolis atteint une valeur égale et opposée à celle de la force du gradient de pression, produisant ainsi localement un écoulement à une vitesse constante, parallèle à des isobares rectilignes. C'est ce qu'on appelle l'équilibre géostrophique. En pratique, l'écoulement en dehors des tropiques est presque toujours en quasi-équilibre géostrophique.
En l'absence d'observations de vent, les météorologues peuvent estimer la force du vent en un point donné en mesurant, sur une carte d'analyse météorologique, le gradient de pression et la latitude. L'approximation géostrophique est purement diagnostique. Elle n'a pas de valeur prédictive, car son équation ne contient aucun terme de changement.
Dans les tropiques, où le paramètre de Coriolis est de plus en plus faible jusqu'à être nul à l'équateur, ce sont d'autres forces, comme la force centrifuge, qui viennent équilibrer la force de gradient de pression.

## Vent agéostrophique
Le vent agéostrophique (va) est la composante du vent total qui diffère de l'équilibre géostrophique (vg). Il est donc défini par : {\displaystyle {\vec {v}}_{a}={\vec {v}}_{reel}-{\vec {v}}_{g}}.
Les composantes agéostrophiques du vent à l'échelle synoptique sont relativement petites, et peuvent être négligées en première approximation dans un contexte diagnostique. Toutefois elles sont cruciales dans l'évolution future de l'écoulement car elles dénotent la présence de forçages qui créent de la convergence ou de la divergence dans l'écoulement, produisant ainsi le mouvement vertical à l'origine de plusieurs phénomènes météorologiques, dont les dépressions des latitudes moyennes,.
Près de la surface, l'effet de la friction entre l'air et la surface perturbe l'équilibre géostrophique. La friction ralentit l'écoulement, réduisant ainsi la force de Coriolis.  Dans ce nouvel équilibre à trois forces, l'effet de la force de Coriolis n'est plus suffisant pour forcer l'écoulement à être parallèle aux isobares et une partie du mouvement résultant s'aligne vers la zone de basse pression. Ainsi, près de la surface, l'écoulement horizontal prend la forme d'une spirale convergente vers le centre des dépressions et divergente du centre des anticyclones et donne la spirale d'Ekman. 
Finalement d'autres effets s'ajoutent dont la composante isallobarique due au déplacement et au creusement du système météorologique, le vent de gradient dans les vallées, etc.

## Modèle mathématique

### Modèle de base

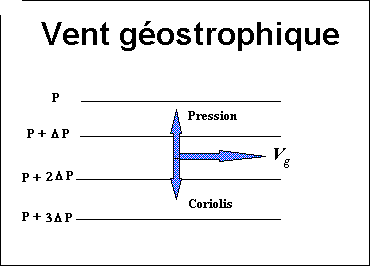
Le vent géostrophique est parallèle aux isobares avec les plus basses pressions (hauteurs) à gauche. Sur une carte en altitude, ce serait les isohypses de géopotentiel à pression constante qui rempliraient le même rôle

On néglige l'effet de la friction, ce qui est permis à une très bonne approximation à l'échelle synoptique dans l'atmosphère libre aux latitudes moyennes. On néglige aussi la composante agéostrophique décrite plus haut qui est due aux différents facteurs décrits.
On peut obtenir le vent géostrophique {\displaystyle (u_{g},v_{g})} des équations primitives atmosphériques en utilisant l'approximation quasi-géostrophique :
{\displaystyle u_{g}=-{g \over f}{\partial Z \over \partial y}}
{\displaystyle v_{g}={g \over f}{\partial Z \over \partial x}}
Où g est l'accélération gravitationnelle (9,81 m s−2), f est le paramètre de Coriolis (variable avec la latitude), et Z est la hauteur géopotentielle.  La validité de cette approximation dépend du nombre de Rossby à l'endroit où on veut l'appliquer.  Elle est invalide à l'équateur car f y est égal à zéro.  On évite généralement d'utiliser cette approximation dans les tropiques.
D'autres variantes de cette équation existent, par exemple en utilisant le champ de pression au lieu de Z. Dans ce cas, l'expression est un peu plus complexe.

### Modèle considérant la pression
On suppose que la « force » de Coriolis est égale à la force de pression. Soit f le paramètre de Coriolis et {\displaystyle {\vec {k}}} l'axe vertical. On note {\displaystyle {\vec {v}}_{g}} le vent géostrophique. Soit ρ la masse volumique de l'air. Soit g l'accélération de la gravité.
La « force » de Coriolis par unité de volume s'exprime comme suit : {\displaystyle {\vec {f}}_{c}=\rho f{\vec {k}}\wedge {\vec {v}}_{g}}
La force par unité de volume exercée par le gradient de pression est : {\displaystyle {\vec {f}}_{p}=-{\vec {\nabla }}p-\rho g{\vec {k}}}
Comme il y a équilibre, les 2 forces sont égales. Donc :
{\displaystyle {\vec {\nabla }}p-\rho g{\vec {k}}=-\rho f{\vec {k}}\wedge {\vec {v}}_{g}}
On peut négliger la vitesse verticale de la masse d'air. On a donc dans le plan horizontal :
{\displaystyle {\vec {\nabla }}_{h}p=-\rho f{\vec {k}}\wedge {\vec {v}}_{g}}
En général, le vent agéostrophique est petit comparé au vent géostrophique et donc, on peut supposer que le vent géostrophique est proche du vent réel autour d'une dépression. Connaissant la taille de la dépression, on peut donc évaluer le creux de pression en fonction du vent ou inversement.